# Психосоматичні захворювання
Психосомати́чні захво́рювання (дав.-гр. ψυχή — душа σῶμα — тіло) — група хворобливих станів, що з'являються у результаті взаємодії психічних і фізіологічних факторів. Це психічні розлади, що проявляються на фізіологічному рівні, фізіологічні розлади, які проявляються на психічному рівні, або фізіологічні патології, що розвиваються під впливом психогенних факторів.
До психосоматичних захворювань належать захворювання внутрішніх органів і систем організму, які виникають внаслідок впливу психічних та емоційних факторів. Це хвороби, які, як кажуть в народі, виникають "від нервів".

## Історія
Проблема психосоматичних співвідношень — одна з найбільш складних проблем сучасної медицини, незважаючи на те, що тісний взаємозв'язок психічного та соматичного помічений і вивчається протягом багатьох століть, з часів Гіппократа й Арістотеля. Однак сам термін «психосоматика» був уведений Й. Хайнротом лише у 1818 році, а ввійшов у вживання приблизно з 1934–1936 років після робіт Денбар, Джеліффа, Александер, Вольфа та ін. М. М. Кабанов підкреслює необхідність подолання штучного протиставлення біологічного та психосоціального і визначає психосоматичні захворювання як «суто людські» (1990).
У перший час в психосоматичній медицині переважали психоаналітичні концепції, згідно з якими соматичне здоров'я обумовлено станом психіки (депресивний афект може сприяти тілесному захворюванню у схильної до цього особистості, а почуття задоволення — мати омолоджуючий ефект на тіло). Існує велика кількість теорій, що описують причини та механізми виникнення і розвитку психосоматичних захворювань із позицій різних наукових шкіл.

## Класифікація
Психосоматичні розлади можна розділити на кілька великих груп. Симптоми розрізняють за патогенезом, змістом симптому та за функціональною структурою психосоматичного зв'язку, що знаходить відображення у психосоматичному розладі.

### Конверсійні симптоми
Людина несвідомо починає демонструвати хворобливі симптоми, яких об'єктивно немає. Це часто спостерігається тоді, коли невротичний конфлікт одержує вторинну соматичну відповідь у вигляді демонстрації симптомів як спроби вирішення соціального конфлікту. Конверсійні прояви зачіпають довільну моторику й органи чуття (наприклад, істеричний параліч, парестезії («повзання мурашок»), психогенна сліпота і глухота, психогенне  блювання, больові феномени).

### Функціональні синдроми
Мова йде про функціональне порушення окремих органів або систем. Будь-які патофізіологічні зміни в органах не виявляються. У хворого спостерігається строката картина невизначених скарг, які можуть зачіпати серцево-судинну систему, шлунково-кишковий тракт, руховий апарат, органи дихання і сечостатеву систему (наприклад, парестезії, ком у горлі, неприємні відчуття у області серця, нейроциркуляторна дистонія, функціональні розлади шлунка, пароксизмальні порушення ритму серця різного генезу тощо). Все це супроводжується внутрішнім неспокоєм, депресивними проявами, симптомами страху, порушенням сну, зниженням зосередженості та психічною втомою.

### Психосоматози
Психосоматичні хвороби в більш вузькому сенсі. В основі їх лежить первинно тілесна реакція на конфліктне переживання, що супроводжується змінами та патологічними порушеннями в органах.
Відповідна схильність може впливати на вибір ураженого органу або системи. Історично до цієї групи відносять класичні психосоматичні захворювання («holy seven» — «свята сімка»): бронхіальну астму, виразковий коліт, есенційну гіпертензію, нейродерміт, ревматоїдний артрит, виразкову хворобу шлунка і дванадцятипалої кишки.
На даний час до цих захворювань також відносять — ішемічну хворобу серця, психосоматичний тиреотоксикоз, цукровий діабет 2 типу, ожиріння і соматоформні розлади поведінки. Однак, виходячи з концепції зміни функціональної асиметрії мозку, що супроводжується порушенням функцій фізіологічних систем, що мають тимчасову функціональну асиметрію, як причини психосоматозів, пропонується додати до психосоматичних захворювань також радикуліти, мігрень, кишкові коліки, синдром подразненого кишечнику, дискінезію жовчного міхура, хронічний панкреатит і безпліддя при виключеній патології репродуктивної системи.

## Основні концепції психосоматичної медицини
У цьому розділі перераховуються теорії виникнення і розвитку психосоматичних захворювань

### Клініко-емпіричний підхід
Розроблений W. Osler, Р. Кінцевий, М. Боухал. Розглядає психосоматичні відносини як з боку психосоматичного процесу, певного психічного стану або зміни станів, які викликають реєстровану фізіологічну реакцію організму, так і з боку соматопсихічного процесу — певного стану організму, що викликає психічну реакцію.

### Класичний психоаналіз
Класичний психоаналіз як теоретична база психосоматичних уявлень (З. Фрейд, К. Юнг, A. Adler). Ця концепція відкрила для клініцистів захисні механізми особистості, методичний доступ до несвідомого через сновидіння, вільні асоціації, описки та обмовки, а також теорію колективного несвідомого, з якого вийшла «теорія символічної мови органів» (S. Ferenczi).

### Теорія емоційного конфлікту
Теорія «специфічного емоційного конфлікту», засновником якої був F. Alexander, показала вирішальне значення емоційних станів напруги (емоційних конфліктних ситуацій і їх фізіологічних корелятів) на функцію органів.

### Концепція особистісних профілів
Концепція специфічних особистісних «профілів», радикалів, стереотипів поведінки (F. Dunbar), яка намагалася встановити кореляцію між соматичними типами реакцій і постійними особистісними параметрами у вигляді певних особистісних радикалів, шаблонів і стереотипів поведінки, що знайшло своє найвище вираження у популярній концепції поведінкового типу «А» (D. Friedman).

### Нездатність до емоційного резонансу
Теорії «алекситимії» (нездатності до емоційного резонансу) і «оперативного мислення» (конкретного мислення, свободи від сновидінь), згідно з якими психосоматичні хворі мають особливий патогномонізм інтрапсихічної переробки внутрішньоособистісних конфліктів і специфіку вербальної поведінки (I. Ruzov).

### Наслідки стресу
Експериментально-психологічні, клініко-фізіологічні, біохімічні та цитологічні дослідження наслідків емоційного стресу (Р. Сельє, Ф. З. Меєрсон та ін), які встановлюють вплив екстремальних стресових ситуацій на сприйнятливість і особливості патогенезу, перебігу та терапії психосоматичних захворювань. Причому, в даному напрямку відзначається досить велика кількість окремих напрямків вивчення психосоматичної патології (стрес і адаптаційні реакції, стрес і стресорні пошкодження, стрес-фактори та картина їх суб'єктивного переживання тощо).

### Психофізіологічний напрям
Психофізіологічний напрям (A. S. Gevins, R. Jonson, Ф. Б. Березін, Ю. М. Губачов, П. К. Анохін, К. В. Судаков та ін), в основі якого лежить прагнення встановити взаємозв'язки між окремими психофізіологічними характеристиками (наприклад, деякі неокортикально-лімбічні характеристики або симпатико-парасимпатикотрофні прояви) і динамікою вісцеральних проявів (активації органних функцій). Принциповою основою концепції є положення про функціональні системи.

### Психоендокринний і психоімунний напрям
Психоендокринний і психоімунний напрямок досліджень (В. М. Успенський, Я. С. Циммерман, В. А. Виноградов, І. П. М'яка), що вивчає широкий спектр нейроендокринних і нейрогуморальних феноменів у хворих психосоматичними захворюваннями (психоендокринне тестування особливостей і рівня синтезу катехоламінів, гіпофізарних і тиреоїдних гормонів, специфіка імунограм). Пошук «специфічного нейрогормонального забезпечення» емоційного реагування показав, що високий рівень особистісної та ситуативної тривожності пов'язаний із різноспрямованими нейрогормональными зрушеннями.

### Нейрофізіологічний напрям
Нейрофізіологічний напрям (І. Т. Курцин, П. К. Анохін, Н. П. Бехтерева, В. Д. Тополянський), що вивчає нейрофізіологічне забезпечення стійких патологічних станів і пояснює виникнення психосоматичних розладів порушеною кортиковісцеральною взаємодією. Суть цієї теорії полягає у тому, що порушення кортикальних функцій розглядаються як причина розвитку вісцеральної патології. При цьому враховується, що всі внутрішні органи мають своє представництво в корі головного мозку. Вплив кори великих півкуль на внутрішні органи здійснюється лімбіко-ретикулярною, вегетативною та ендокринною системами.

### Поведінкова медицина
У рамках «поведінкової медицини» пропонується модель патогенезу, заснована на «вісцеральному навчанні», а також поведінковому навчанні. Дана модель патогенезу психосоматичних розладів пояснюється насамперед способом життя людини і особливостями її особистості (Б. Д. Карвасарський; Ю. М. Губачов).

### Функціональна асиметрія мозку
Теорія порушення «функціональної асиметрії мозку», як причина психосоматичної патології (М. І. Косенков). У міру соціальної адаптації відбувається збільшення функціональної асиметрії мозку, яка не переходить певної межі — «критичної зони».
У разі соціальної дезадаптації функціональна асиметрія мозку досягає «критичної зони» і це призводить до виникнення психосоматичної патології. Змінюється робота функціонально асиметричних (мають тимчасову асиметрію у секреторній і руховій діяльності) фізіологічних систем організму, що сприяє виходу функціональної асиметрії мозку з «критичної зони». Це призводить до виникнення фази ремісії психосоматичної патології, яка може мати різну тривалість перебігу. Виникає порочне коло психосоматичної хвороби, запустити яке можуть як зміни в центральній нервовій системі, так і патологічні порушення у периферичних органах і системах, залучених у болісний процес.